# 松涛園駅
松涛園駅（ソンドウォンえき、朝鮮語: 송도원역）は、朝鮮民主主義人民共和国江原道元山市にある駅で、松涛園線に属する。 

## 隣の駅
松涛園線
セギル駅 - 松涛園駅